# 祖舒·韋拿
Joshua "Josh" James Vela，（1993年12月14日—）是英格蘭的職業足球運動員，司職中場, 右後衛，現效力於蘇格蘭足球超級聯賽球隊希伯尼安。

## 外部連結
- Reserves profiles （页面存档备份，存于） at Bolton Wanderers F.C.
- 足球数据库：祖舒·韋拿的球员统计数据